# Francesca Quondamcarlo
Francesca Quondamcarlo (Roma, 21 agosto 1985) è una schermitrice italiana, specializzata nella spada. Ha vinto una medaglia d'oro ai Campionati mondiali di scherma del 2009, e di una medaglia d'argento individuale ai Campionati europei di scherma a Zagabria del 2013.

## Palmarès
In carriera ha conseguito i seguenti risultati:
 Mondiali 
Individuale
A squadre
- Oro nella spada ad Antalia 2009
- Bronzo nella spada a Kazan' 2014

Europei
Individuale
- Argento nella spada a Zagabria 2013

A squadre
- Argento nella spada a Lipsia 2010
- Bronzo nella spada a Bourges 2003
- Bronzo nella spada a Kiev 2008
- Bronzo nella spada a Strasburgo 2014
- Bronzo nella spada a Montreux 2015

 Campionati italiani 
Individuale
- Argento nella spada a Torino 2006
- Bronzo nella spada a Roma 2003
- Bronzo nella spada a Tivoli 2009
- Bronzo nella spada a Bologna 2012

A squadre
- Argento nella spada a Trieste 2013
- Bronzo nella spada a Bologna 2012
- Bronzo nella spada a Torino 2015

 Altri risultati 
Mondiali giovani
Individuale
A squadre
- Argento nella spada ad Adalia 2002

Mondiali cadetti
Individuale
- Bronzo nella spada a South Bend 2000

Europei giovani
Individuale
- Oro nella spada a Conegliano 2002

A squadre
- Oro nella spada a Conegliano 2002
- Argento nella spada a Parenzo 2003